# Seiyo, Ehime
Seiyo (西予市 Seiyo-shi) là một thành phố thuộc tỉnh Ehime, Nhật Bản.